# Высшие термиты

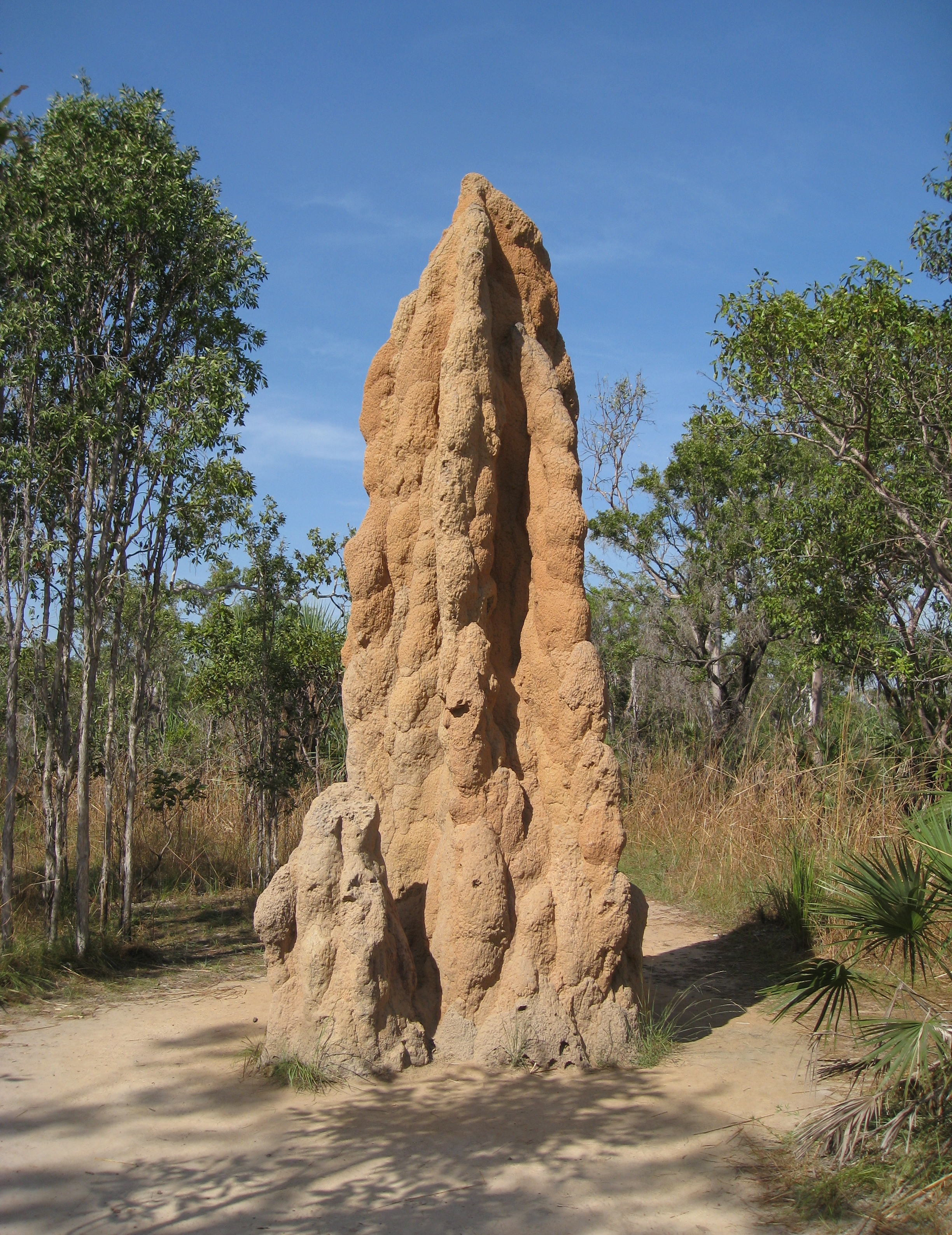
Термитник вида Nasutitermes triodiae (Termitidae) высотой 5 метров и возрастом более 50 лет (Litchfield National Park, Northern Territory, Австралия)

Высшие термиты, или настоящие термиты (лат. Termitidae) — семейство термитов, которое является наиболее высокоорганизованным и многочисленным среди этих общественных насекомых. Около 2000 видов.

## Описание
Наиболее богатое видами семейство термитов, особенно разнообразны в тропиках. Считается наиболее развитой и наиболее типичной группой термитов.
Рабочие небольшого размера (менее 5 мм), белые и слепые. Половые особи намного больше, цилиндрической формы и темно-коричневые. Головы округлые. Королевы очень крупные (до 10 см в длину) и колбасообразной формы. Солдаты среднего размера, слепые, с сильно увеличенной головой, часто с крупными и сильным челюстям. В подсемействе Nasutitermitinae головы солдат обладают длинным выступом («носом») для химического распыления веществ, отпугивающих врагов (муравьи и другие хищники). Их большие королевы являются самыми плодовитыми в животном мире и могут заложить более чем 10 миллионов яиц в год.

## Распространение
Встречаются в тропиках. В Европе их нет, но есть один вид на Канарских островах:
- Nasutitermes canariensis (Lamb, 1980) (= Eutermes canariensis)

## Палеонтология
Древнейшие находки семейства Termitidae происходят из эоценового индийского янтаря. 

## Классификация
В 2024 году в ходе реклассификации современных групп термитов были восстановлены или выделены из Termitinae в отдельные подсемейства таксоны Amitermitinae, Crepititermitinae, Cylindrotermitinae, Microcerotermitinae, Mirocapritermitinae, Neocapritermitinae, Promirotermitinae, Protohamitermitinae. Ранее признавались 9 подсемейств: Apicotermitinae, Cubitermitinae, Engelitermitinae, Foraminitermitinae, Macrotermitinae, Nasutitermitinae, Sphaerotermitinae, Syntermitinae, Termitinae.
- Termitidae Latreille, 1802 (236 родов, 1958 видов)
  - Apicotermitinae Grassé & Noirot, 1954 [1955] (42 рода, 208 видов) (синоним: Indotermitidae Roonwal & Sen Sarma in Roonwal, 1958)
  - Cubitermitinae Weidner, 1956
  - Engelitermitinae Romero Arias, Roisin, & Scheffrahn, 2024 (1 род, 1 вид)[5]
    - Engelitermes Romero Arias et al., 2024 (Engelitermes zambo Romero Arias et al., 2024)

  - Foraminitermitinae Holmgren, 1912 (2 рода, 9 видов)  (синоним: Pseudomicrotermitinae Holmgren, 1912)
  - Macrotermitinae Kemner, 1934 (13 родов, 362 вида) (синоним: Acanthotermitinae Sjöstedt, 1926, nomen rejiciendum [ICZN 2003]; Odontotermitini Weidner, 1956
  - Nasutitermitinae Hare, 1937 (80 родов, 576 видов)
  - Sphaerotermitinae Engel & Krishna, 2004 (1 род, 1 вид)
  - Syntermitinae Engel & Krishna, 2004 (13 родов, 99 видов)[6] (синоним: Cornitermitinae Ensaf et al., 2004, nomen nudum)
  - Termitinae Latreille, 1802 (90 родов, 760 видов) (синонимы: Microcerotermitinae Holmgren, 1910; Amitermitinae Kemner, 1934 (disputed); Mirocapritermitinae  Kemner, 1934; Mirotermitini Weidner, 1956; Capritermitini Weidner, 1956)